# Slash (libro)
Slash es una autobiografía escrita por Slash con Anthony Bozza que trata sobre la vida del músico y compositor británico Slash, conocido principalmente por ser el guitarrista original de la famosa banda de hard rock estadounidense, Guns N' Roses.
La mayor parte del libro se basa en los años de Slash con Guns N' Roses, incluyendo algunos clichés de las estrellas de rock: destrucción de cuartos en hoteles, groupies, abuso de drogas, etc. Slash habla de Axl Rose, líder de Guns N' Roses, y de su renuncia de la banda en 1996. Explica que la entre otras cosas, la "mano de hierro" de Axl para controlar la banda llevó a la caída a esta. Slash también sostiene que Axl quería cambiar la dirección musical de la banda incluyendo más sintetizadores y efectos, en vez de guitarras distorsionadas y riffs pesados que les dieron la fama

## Slash: La autobiografía[1]
Nació en Inglaterra, pero creció en Los Ángeles, en el vibrante hervidero de música y cultura que fueron los primeros años setenta. Su adolescencia la pasó en las calles, descubriendo la bebida, las drogas, la música rock y las mujeres, a la vez que adquiría un notable prestigio como corredor de bicicrós. Pero todo su mundo cambió el día que sostuvo por primera vez la baqueteada guitarra con una sola cuerda que encontró escondida en el armario de su abuela. Ahora, tras haber vendido más de 100 millones de discos con Guns N' Roses y tras haberse ganado a pulso la fama de ser uno de los mejores guitarristas del mundo, Slash ha decidido contar, por primera vez, la historia del grupo desde dentro: su formación, los años de penurias, la creación de las canciones que definieron una era, la locura del éxito y, en última instancia, el tortuoso y desquiciado camino hacia la autodestrucción que terminó acabando con ellos. Pero esta no es sólo la historia de Guns N’ Roses, sino también una crónica personal llena de triunfos y tragedias; la de una vida marcada por el empeño de huir de sus demonios, ahogándolos en vodka, heroína, cocaína, actrices porno y lo que fuese que le saliera al paso. Slash ha sobrevivido a todo ello: adicciones, demandas, revueltas callejeras, sobredosis, decadencia y destrucción, hasta encontrar una salida en la evolución de su música, desde Snakepit hasta Velvet Revolver. Slash es todo lo que puede esperarse del hombre, el mito, la leyenda: divertido, sincero, fresco y abracadabrante… en una palabra: excesivo.

## Capítulos[2]
Estos son los capítulos en los que se divide el libro (en inglés):

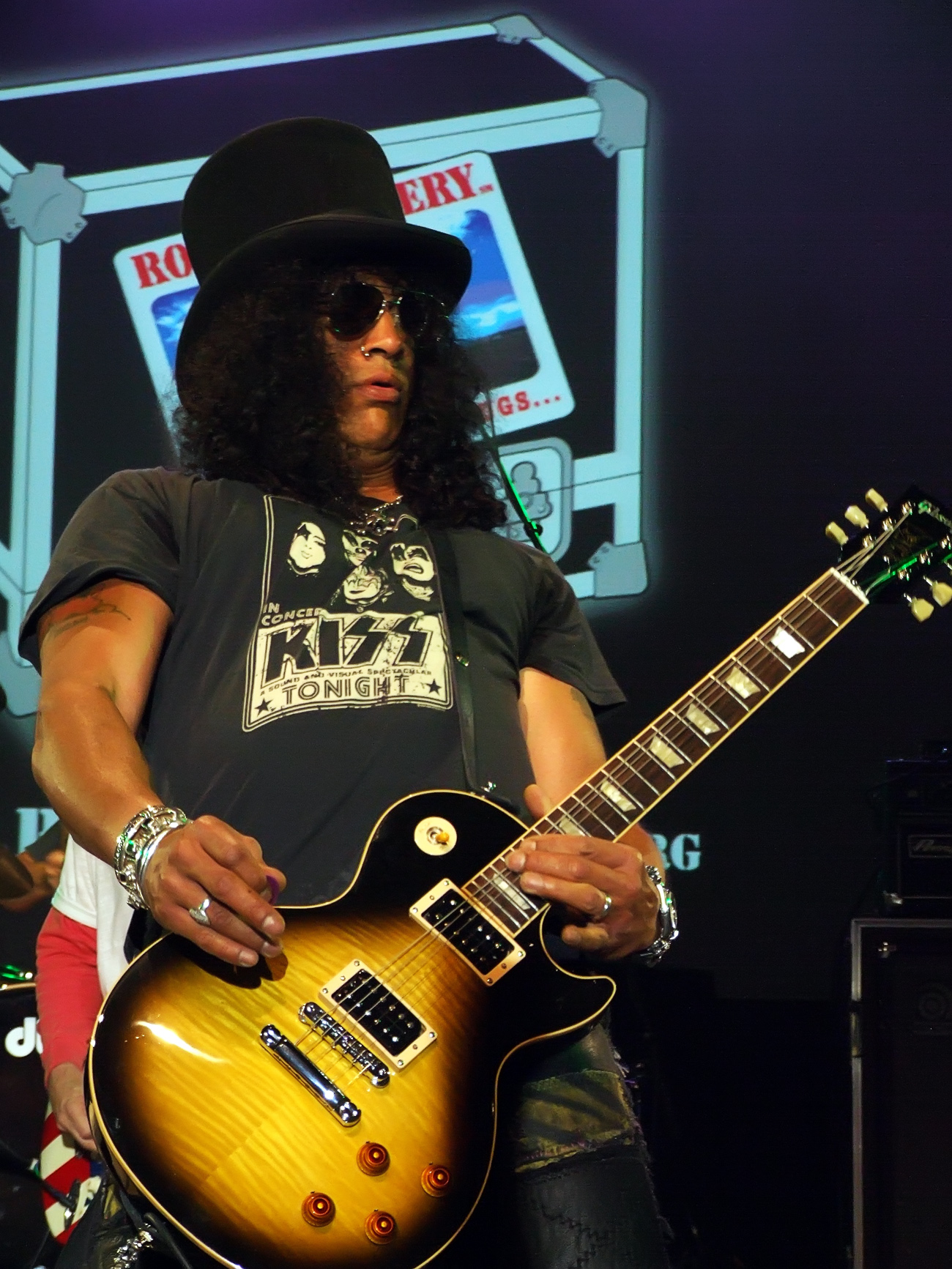
Slash en 2008

- Introduction: Having considered all things

1. Stoked
2. Twenty-inch-high hooligans
3. How to play rock-and-roll guitar
4. Education High
5. Least likely succes
6. You learn to live like an animal
7. Appetite for dysfunction
8. Off to the faces
9. Don't try this at home
10. Humpty Dumpty
11. Choose your illusion
12. Breakdown
13. Coming up for air
14. If Memory serves
15. Fotography credits